# Agrimonia microcarpa
Agrimonia microcarpa — вид рослин з роду парило (Agrimonia).

## Поширення та середовище існування
Вид є ендемічним для США (штати: Алабама, Арканзас, Флорида, Джорджія, Луїзіана, Меріленд, Міссісіпі, Нью-Джерсі, Північна Кароліна, Огайо, Оклахома, Пенсільванія, Південна Кароліна, Теннессі, Техас, Вірджинія, Західна Вірджинія). Зростає у листяних або мішаних лісах, узліссях, заростях, на висоті від 0 до 600 метрів над рівнем моря.

## Опис
Трав'янисті рослини, заввишки від 3 до 11 дм. Коріння — вузько довгасті, потовщені бульби. Стебла з короткими черешкоподібно-залозистими волосками. Волоски розсіяні, прямостоячі, 3—4 мм , жорсткі. Прилистки середнього стебла ± серпастоподібні, краї глибоко надрізані. Основних листочків 3–9 (середнього стебла 5–7), другорядних немає або є 1 пара. Листкові пластинки основних листочків від оберненояйцеподібних до еліптичних, найбільші на кінці, найбільші з них від 2,9 до 7 см завдовжки та від 1,7 до 3,7 см завширшки, краї зубчасті, верхівка від тупої до гострої. Вісі суцвіття опушені. Цвіте з кінця липня по вересень.